# Мшанка (річка)
Мшанка (пол. Mszanka (dopływ Raby)) — річка в Польщі, у Лімановському повіті Малопольського воєводства. Права притока Раби (басейн Балтійського моря).

## Опис
Довжина річки 17 км, площа басейну водозбору 174 км². Формується притоками, безіменними струмками та частково каналізована.

## Розташування
Бере початок на південно-західних схилах гори Мишиці (877 м) на висоті 700 м у селі Любомеж (гміна Мшана-Дольна). Тече переважно на північний захід через Мшану-Гурну і у місті Мшані-Дольній впадає у річку Рабу, праву притоку Вісли.

## Притоки
- Потік Редукув, Рихлув, Поренб'янка (ліві); Сломка, Лентувка, Лостувка, Вербениця.

Населені пункти вздовж берегової смуги: Коніна, Подобін, Лентове, Лостувка.

## Цікавий факт
- У місті Мшана-Дольна річку перетинає атошлях  28 (Пшемишль — Сянік — Риманів — Коросно — Ясло — Горлиці — Ліманова — Мшана-Дольна — Рабка-Здруй — Вадовиці — Затор).

## Галерея

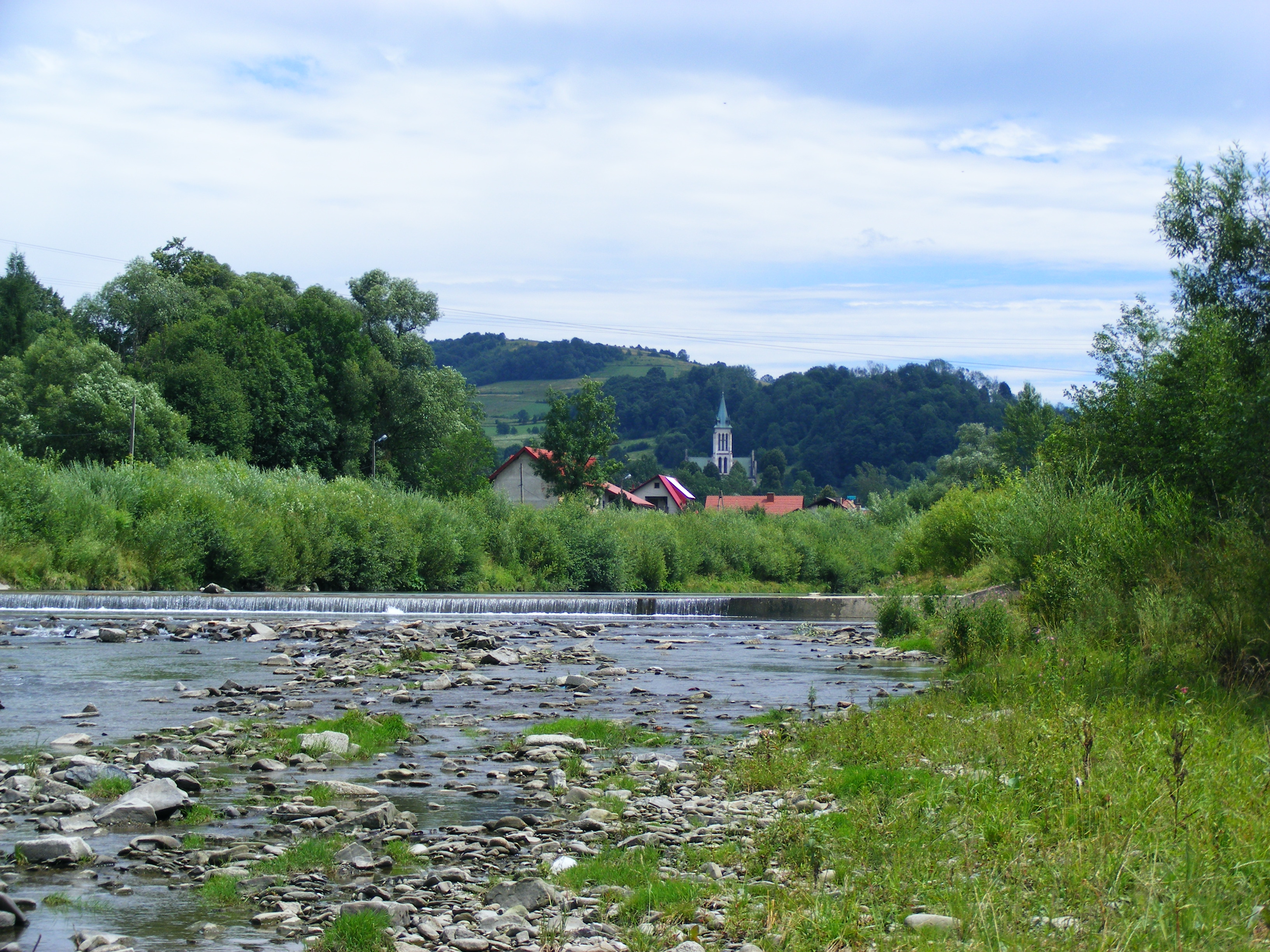
Річка Мшанка у Мшанці Дольній
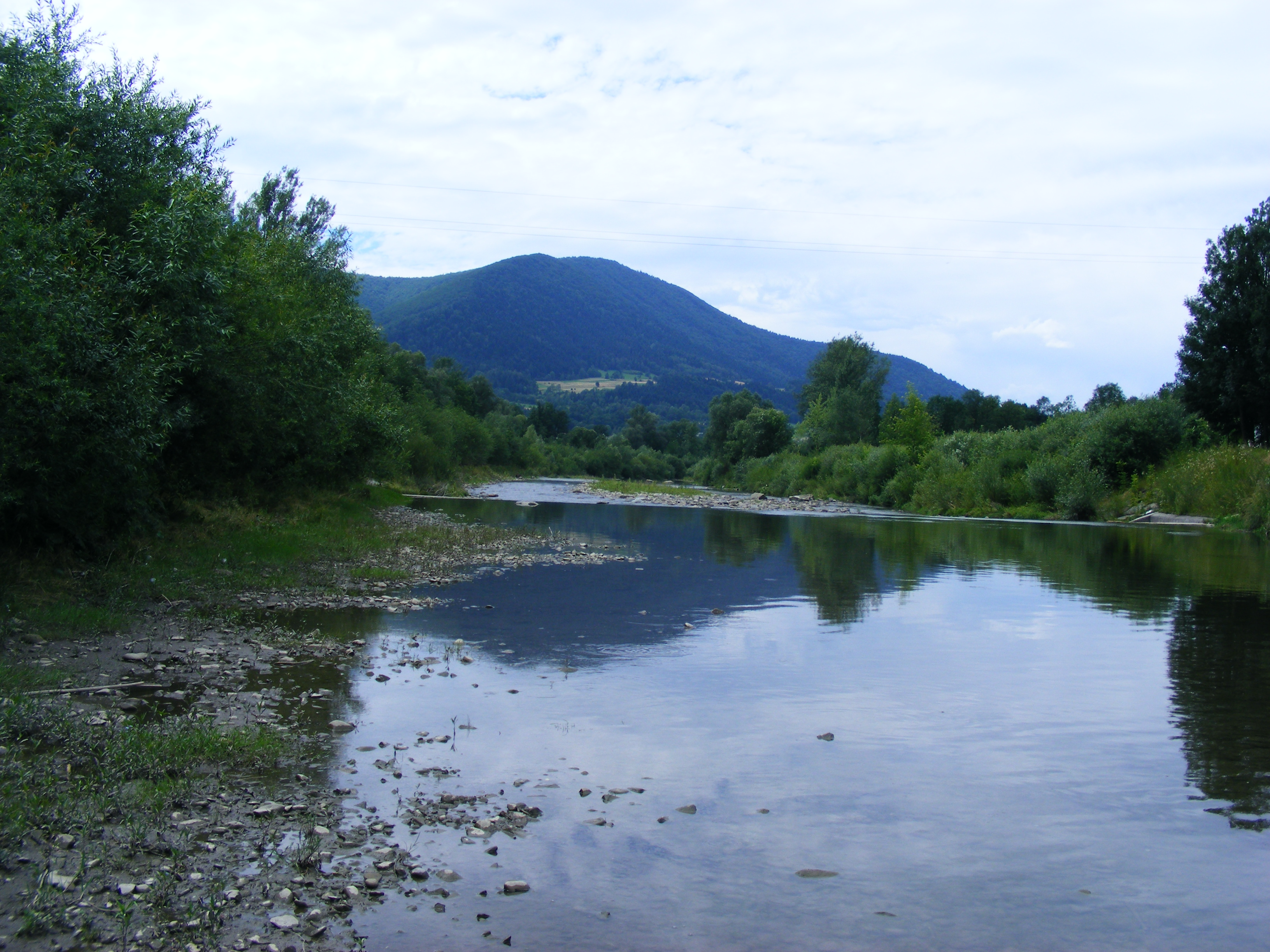
Щебель. Річка Мшанка
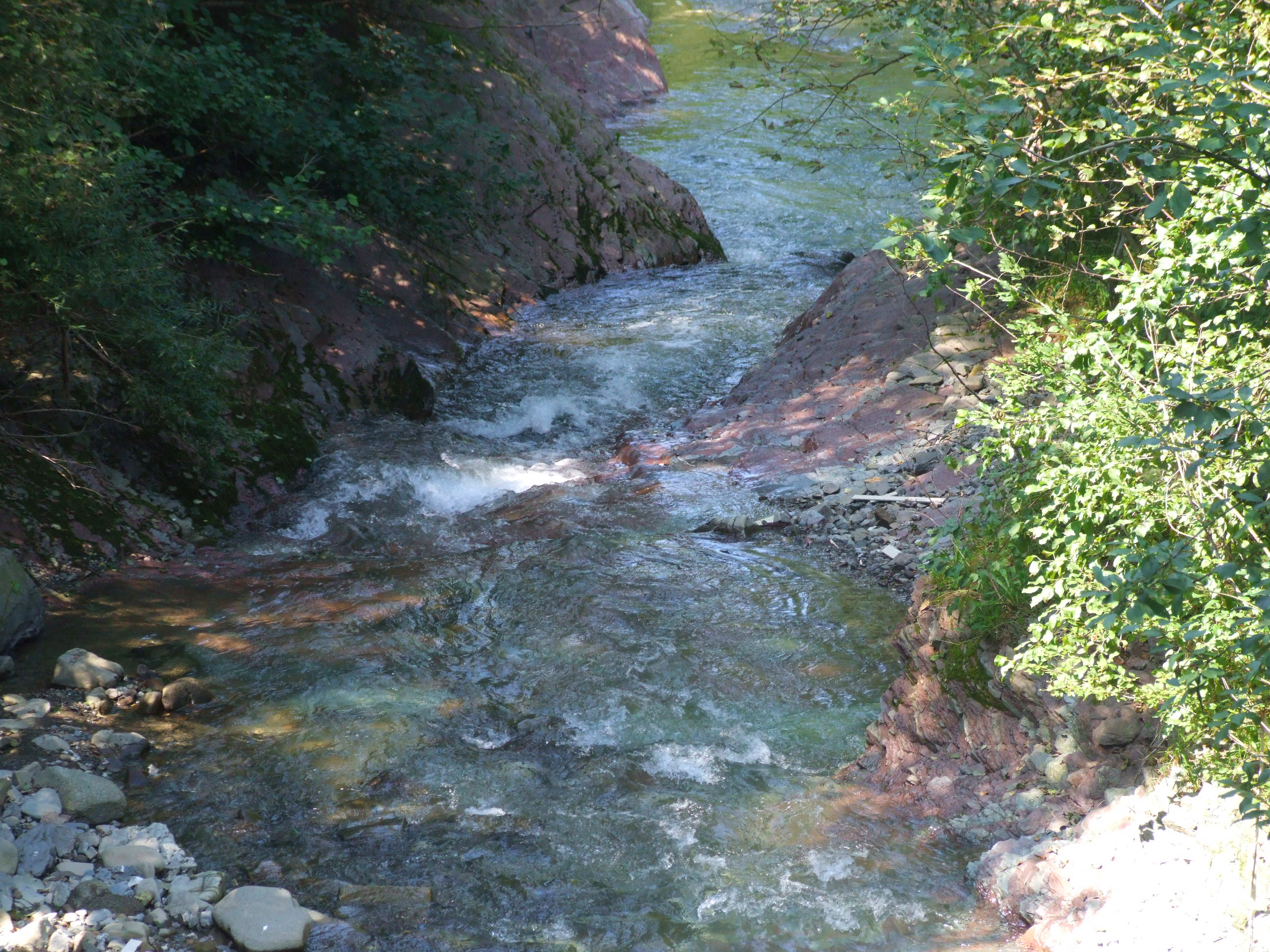
Річка Мшанка в Любомежі